# −77.82X−78.29
−77.82X−78.29 — второй мини-альбом южнокорейской гёрл-группы EVERGLOW. Выпущен 21 сентября 2020 года лейблом Yuehua Entertainment. Доступен в двух версиях. Содержит четыре трека, включая ведущий сингл «La Di Da».

## Название
Альбом назван −77,82X−78,29 в честь координат Антарктиды.

## История
7 сентября 2020 года Yuehua Entertainment объявили, что Everglow выпустят второй мини-альбом −77.82X−78.29 21 сентября.
Концепт-фотографии были выпущены с 8—10 сентября. Трек-лист был опубликован 11 сентября, в нём представлены четыре трека. Вместе с тем стало известно, что текст песни «La Di Da» написан в соавторстве с E:U.
Тизер музыкального клипа на песню «La Di Da» выпущен 16 сентября, а музыкальное видео было выпущено 21 сентября.

## Композиция
По мнению критиков «альбом представляет мощную и интенсивную харизму Everglow [по сравнению с их предыдущими работами]». Также они пишут, что «альбом отличается более смелым звучанием».
Ведущий сингл, «La Di Da», попадает в категории современного электропопа и ретро, а его лирическое содержание является «предупреждением» для «хейтеров, которые притворяются и полны неудовлетворенности в [эту] запутанную[какую?] эпоху».

## Продвижение
21 сентября Everglow провели шоукейс, на котором выступили с песнями «La Di Da» и «Untouchable».
Группа начала продвигать «La Di Da» 24 сентября на M Countdown, Music Bank, Show! Music Core и Inkigayo.
Альбом побил рекорд продаж за первую неделю, и разошёлся тиражом более 25 000 копий.

## Список треков
| №                   | Название            | Текст песни                     | Музыка                                                                     | Длительность |
| ------------------- | ------------------- | ------------------------------- | -------------------------------------------------------------------------- | ------------ |
| 1.                  | «La Di Da»          | Kyung Eun-jin, Lee Seu-Ran, E:U | Kyung Eun-jin, Yun No-ra, Gavin Jones, 72                                  | 3:30         |
| 2.                  | «Untouchable»       | Lee Seuran, 72                  | David Anthony, Nermin Harambasic, Anne Judith Wik, Ronny Svendsen          | 3:10         |
| 3.                  | «Gxxd Boy»          | JQ, Yoon Yeji, J14              | David Amber, Andy Love, Rebecca King, Dan Glashausser, Tom Glashausser     | 3:23         |
| 4.                  | «No Good Reason»    | Kang Eunjung, 72                | Melanie Fontana, Michel "Lindgren" Schulz, James Abrahart, Storyboards, 72 | 3:36         |
| Общая длительность: | Общая длительность: | Общая длительность:             | Общая длительность:                                                        | 13:39        |

## Чарты
| Чарт (2020)             | Высшая позиция |
| ----------------------- | -------------- |
| Республика Корея (Gaon) | 4              |

## Списки
| Журнал                   | Список                                                                   | Работа           | Ранг | Ссылка |
| ------------------------ | ------------------------------------------------------------------------ | ---------------- | ---- | ------ |
| Billboard                | 20 лучших K-Pop песен 2020 года: Выбор критиков                          | «La Di Da»       | 1    | [ 9 ]  |
| Dazed                    | 40 лучших K-pop песен 2020 года                                          | «La Di Da»       | 4    | [ 10 ] |
| South China Morning Post | Топ 15 K-pop альбомов 2020 года                                          | −77.82X−78.29    | N/A  | [ 11 ] |
| Time                     | Песни и альбомы, которые определили монументальный год K-Pop в 2020 году | «La Di Da»       | N/A  | [ 12 ] |
| Paper                    | 40 лучших K-pop песен 2020 года                                          | «La Di Da»       | 16   | [ 13 ] |
| MTV                      | Лучший Kpop B-сайд 2020 года                                             | «No Good Reason» | 16   | [ 14 ] |
| BuzzFeed                 | Лучшая K-pop песня 2020                                                  | «La Di Da»       | 10   | [ 15 ] |

## История релиза
| Регион           | Дата             | Формат                        | Дистрибуция        |
| ---------------- | ---------------- | ----------------------------- | ------------------ |
| Мир              | 21 сентября 2020 | Цифровая дистрибуция стриминг | Yuehua Stone Music |
| Республика Корея | 21 сентября 2020 | Цифровая дистрибуция стриминг | Yuehua Stone Music |
| Компакт-диск     | 21 сентября 2020 |                               | Yuehua Stone Music |